# IShowSpeed
Darren Jason Watkins Jr.  (Cincinnati, Ohio, 21 januari 2005), beter bekend onder de namen IShowSpeed en Speed, is een Amerikaanse youtuber, streamer en muzikant. Zijn YouTube-account haalde op 27 augustus 2023 de mijlpaal van 20 miljoen abonnees.

## Levensloop
Speed uploadde de eerste video op zijn YouTube-kanaal op 21 december 2017. Hij plaatste in de beginperiode voornamelijk veel video's waarin hij Fortnite of NBA 2K speelde. Zijn account behaalde in april 2021 de 100.000 abonnees.
Watkins wierf daarna bekendheid met zogenaamde ragevideo's, video's waarin hij boos wordt, en startte ook met het maken van muziek. Het nummer Shake, dat hij plaatste in december 2021, heeft in november 2022 ruim 151 miljoen weergaven.
Sinds 2022 kreeg IShowSpeed internationale bekendheid dankzij zijn energieke streams.
Hij werkte samen met Kai Cenat en Adin Ross.
Tijdens het WK voetbal 2022 in Qatar was hij aanwezig bij wedstrijden.
Ook op TikTok en Instagram heeft hij miljoenen volgers.
Hij wordt gezien als een inspiratiebron voor jonge contentmakers wereldwijd.
In juli 2022 kwam IShowSpeed wereldwijd in het nieuws toen hij tijdens een livestream vuurwerk afstak in zijn slaapkamer, wat leidde tot veel media-aandacht.
Datzelfde jaar werd hij tijdelijk verbannen van YouTube nadat hij een expliciete mod van Minecraft streamde.
In 2021 werd hij permanent verbannen van Twitch na controversiële uitspraken tijdens een live-uitzending.
Ook kreeg hij een verbod op het spelen van Valorant en andere spellen van Riot Games vanwege seksistische opmerkingen.
Naast zijn online activiteiten deed hij in 2022 en 2023 mee aan de Sidemen Charity Match, een benefietwedstrijd georganiseerd door bekende YouTubers.
In 2024 was hij te zien bij WrestleMania XL, waar hij onderdeel was van een showsegment.